# 마이크로소프트 아카데믹 프로그램
마이크로소프트 아카데믹 프로그램(Microsoft Academic Program)은 한국마이크로소프트에서 학생들의 학술활동을 지원해 주는 프로그램이다. 총 4개의 프로그램이 진행되고 있다.

## 운영중인 프로그램

### Microsoft Student Partners
학생 개인단위의 지원 프로그램. 매년 봄 학생들을 선발하며, 1년간 워크샵등의 각종 학술및 마케팅활동을 한다.

### Imagine Cup
마이크로소프트에서 주회하는 컴퓨터 과학 관련 국제경진대회, 매년 지역예선을 거쳐 본선진출자를 가리며 세계의 학생들과 기술을 겨루는 대회이다.

### DreamSpark
학생들을 위해 마이크로소프트의 각종 상용 프로그램들을 무료로 다운받아 사용할 수 있는 프로그램. 학생 인증을 거쳐야 사용이 가능하다.

### Student Tech Club
동아리 단위로 지원해 주는 프로그램. 각종 행사나 경진대회에서 1차 심사 면제 및 소프트웨어 지원을 해 주며, 2010년의 경우 10개 동아리가 활동하고 있다.

## 같이 보기

### 마이크로소프트
- 마이크로소프트
- 이매진 컵
- 마이크로소프트 스튜던트 파트너(MSP)
- 드림스파크
- 마이크로소프트 MVP

### 다른 단체의 학생학술활동 지원 프로그램
- 한국인터넷진흥원 - 대학정보보호동아리연합회
- 삼성전자 - 삼성 소프트웨어 멤버십